# Kadaszman-Enlil II
Kadaszman-Enlil II (kas. Kadašman-Ellil, tłum. „On ufa bogu Enlilowi”) – król Babilonii z dynastii kasyckiej; panował w latach 1263-1255 p.n.e.
Jego zachowane inskrypcje wotywne świadczą, iż zaangażowany był w różne projekty budowlane, głównie w mieście Nippur. Podobnie jak jego poprzednik Kadaszman-Turgu również korespondował z hetyckim królem Hattusilisem III.